# وانگ لیویی
وانگ لیویی (انگلیسی: Wang Liuyi؛ زادهٔ ۱۶ ژانویهٔ ۱۹۹۷) شناگر زن شنای موزون اهل چین است.
وی در مسابقات کشوری و بین‌المللی در مجموع برندهٔ ۱۵ مدال طلا، ۲ مدال نقره شده است.